# Château de Virelade
Le château de Virelade est un château construit selon l'architecte Henri Duphot, situé à Virelade en Gironde.

## Historique
Le château de Virelade, qui appartenait au XVIIIe siècle à la maison de Pontac, passe, par alliance, à la famille Le Berthon, puis au comte de Calvimont. C'est vers 1860 que l'architecte Duphot édifia la nouvelle demeure pour Joseph de Carayon Latour, sénateur maire de Virelade.

## Protection
Le château est inscrit au titre des monuments historiques depuis 2010.